# Cochranella oyampiensis
Cochranella oyampiensis är en groddjursart som först beskrevs av Lescure 1975.  Cochranella oyampiensis ingår i släktet Cochranella och familjen glasgrodor. Inga underarter finns listade i Catalogue of Life.